# ガーンダーリー

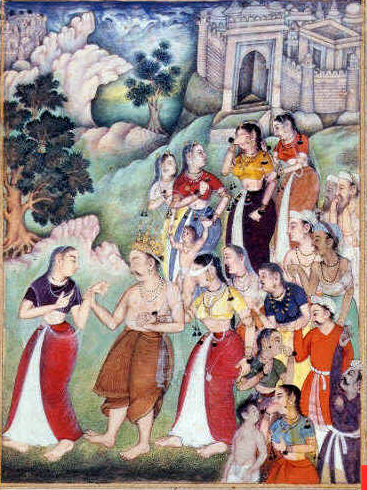
クンティーに導かれる目隠しをしたガーンダーリーと盲目の夫ドリタラーシュトラ。

ガーンダーリー（梵: गांधारी, Gāndhārī）は、インド神話の女性である。叙事詩『マハーバーラタ』によると、ガンダーラ国の王スバラの娘で、シャクニの姉妹。クル族の盲目の王ドリタラーシュトラと結婚し、ドゥルヨーダナをはじめとするカウラヴァと呼ばれる100人の王子と、1人の王女ドゥフシャラーを生んだ。

## 神話

### 結婚
『マハーバーラタ』によると、ガーンダーリーは非常に美しい女性として知られていたが、それだけでなくシヴァ神から100人の息子を得るという願いを叶えてもらっていた。そこでビーシュマはスバラ王に使者を送り、ドリタラーシュトラとの結婚を申し入れた。スバラ王はドリタラーシュトラが盲目であったため躊躇したが、家柄の良さや名声などを考慮し、娘の結婚を承諾した。ガーンダーリは夫となる男が盲目であると聞き、夫に従順であろうとする一途な思いから、幾重にも折り重ねた布で両眼を覆った。

### 出産
ガーンダーリーとドリタラーシュトラの間には100人の王子が生まれたが、その誕生については奇怪な伝説が語られている（異常誕生譚）。結婚後ガーンダーリーは懐妊したが、それから2年もの間、子供は生まれなかった。そのうえガーンダーリーが大変に苦労した末に生まれてきたのは鉄のように固い肉の塊であった。この2年の間にクンティーはパーンドゥに優れた子供を生んでいたため、ガーンダーリーは悲観して肉塊を捨てようとしたが、ヴィヤーサ仙がやって来てガーンダーリーを止めた。ヴィヤーサ仙はガーンダーリーにギー（乳製品の一種）を満たした101個の瓶を用意させ、次に冷水を肉塊に注ぐよう言った。そこで冷水を注ぐと肉塊は親指の間接ほどの大きさの101個の塊に分かれ、それを用意した瓶に1つ1つ入れて保管した。すると肉塊は瓶の中で成長し、中から100人の王子と1人の王女ドゥフシャラーが生まれたという。
この100人の王子たちは後にクル・クシェートラの大戦争でパーンダヴァ5兄弟と戦い、全員戦死した。

### 戦後
戦争後、パーンダヴァの長兄ユディシュティラがクル国の王として即位し、ガーンダーリーとドリタラーシュトラは15年の間パーンダヴァとともに平穏に暮らした。その間、ドリタラーシュトラは自身の罪を償うために、食事は半日おきか1日おきに食べ、鹿皮の衣をまとい、クシャ（吉祥草）を敷いた上に座してマントラを唱え、夜は地面の上で眠っていた。ガーンダーリーもドリタラーシュトラに倣って同じことをしていた。しかしそのことを知らず、今なお怒りが消えないビーマは、2人にカウラヴァの死を思い出させる発言をした。その言葉を聞いたドリタラーシュトラとガーンダーリーは深く悲しみ、森に入って苦行することを決めた。森へ赴いた際は、クンティーが眼を覆ったガーンダーリーのために手を引いて歩き、さらにガーンダーリーはドリタラーシュトラに肩を貸して歩いた。クンティーはまた彼らとともに森に入り、2人の世話をした。
森での生活が1か月を過ぎた頃、ヴィヤーサ仙がやって来て、ドリタラーシュトラにどんな願いでも叶えてやろうと言った。ドリタラーシュトラは戦争で死んだ息子たちがどうなったのかを知りたいと言った。またガーンダーリーは戦争から16年が経った今も夫が息子たちの死を悲しみ続けているので、息子たちに一目会わせてほしいと言い、クンティーはカルナに会わせてほしいと言った。そこでヴィヤーサ仙は日没後、ガンジス川に入ってマントラを唱えた。するとカウラヴァとパーンダヴァのすべての戦死者が現れ、彼らの願いは成就された。
その後、3人は2年にわたって森で厳しい苦行を続けたが、大火災が発生した際に自ら炎に焼かれて死に、ガーンダーリーの魂はドリタラーシュトラの魂とともにクベーラ神の世界に昇った。